# Никитенко, Анна Пантелеевна
Анна Пантелеевна Никитенко, урождённая — Максименко (укр. Ганна Пантелеймонівна Микитенко; 5 сентября 1922 год, хутор Вербино — 19 июля 1998 год, село Ялосовецкое, Хорольский район, Полтавская область, Украина) — колхозница, звеньевая семеноводческого совхоза имени 9 Января Министерства совхозов СССР, Хорольский район, Полтавская область, Украинская ССР. Герой Социалистического Труда (1949).

## Биография
Родилась 5 сентября 1922 в крестьянской семье на хуторе Вербин (сегодня — село Вербино Хорольского района). Получила начальное образование. В 1938 году устроилась разнорабочей в колхозе, организованном в её родном хуторе. Во время оккупации работала на общественном дворе. После освобождения в 1943 году Полтавской области от немецких захватчиков трудилась в семеноводческом совхозе имени 9 января. Была назначена звеньевой полеводческого звена.
В 1948 году звено под руководством Анны Никитенко собрало в среднем по 32,22 центнера пшеницы с каждого гектара на участке площадью 20 гектаров. Этот результат стал наивысшим достижением в Полтавской области за 1948 год. В 1949 году удостоена звания Героя Социалистического Труда «за получение высоких урожаев пшеницы и кукурузы при выполнении совхозом плана сдачи государству сельскохозяйственных продуктов в 1948 году и обеспеченности семенами всех культур в размере полной потребности для весеннего сева 1949 года».
В 1972 году вышла на пенсию по состоянию здоровья. Проживала в селе Ялосовецкое Хорольского района, где скончалась в 1998 году.

## Награды
- Герой Социалистического Труда — указом Президиума Верховного Совета СССР от 6 апреля 1949 года
- Орден Ленина